# Krukgewicht

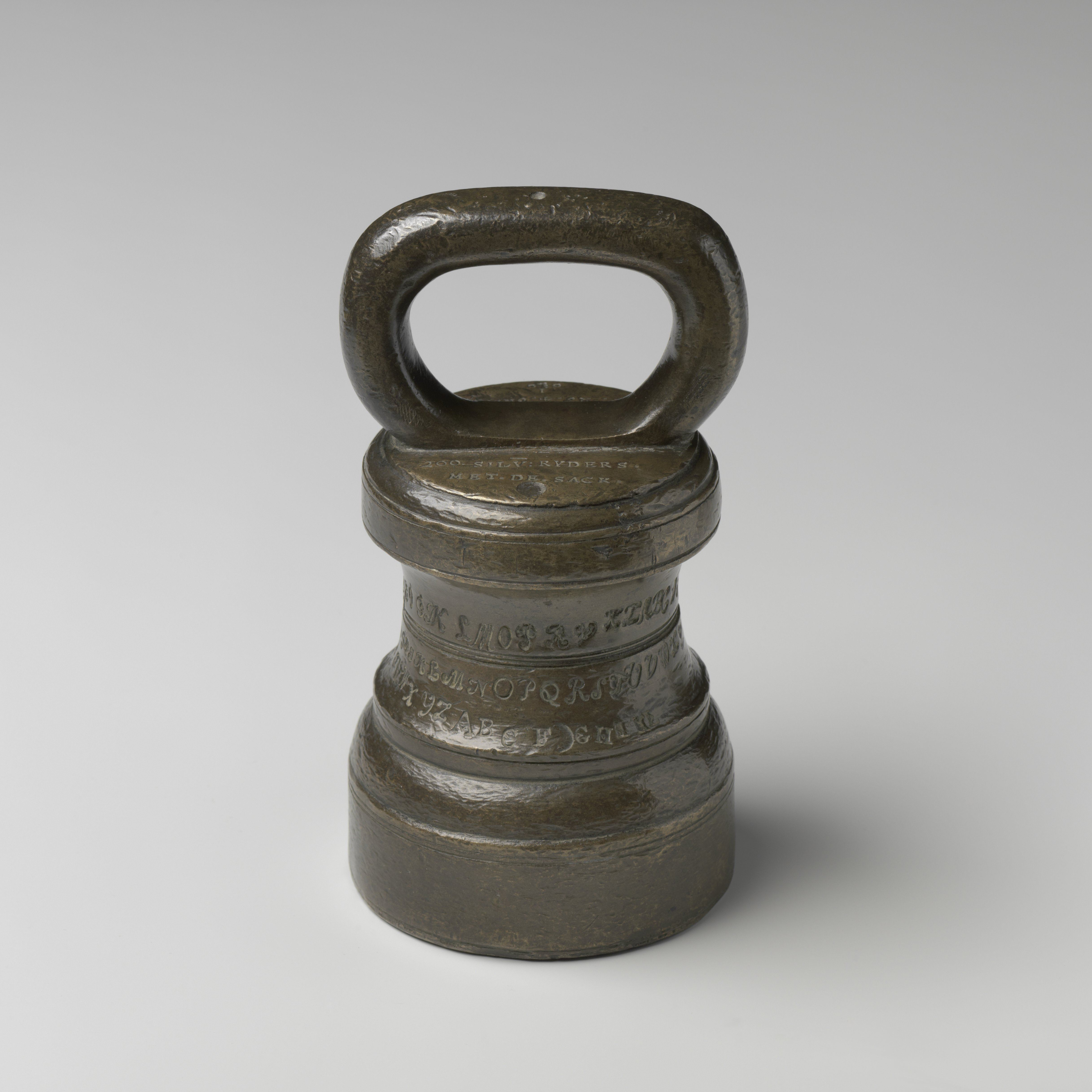
Krukgewicht

Een krukgewicht is een massastuk dat gebruikt wordt als weegschaalgewicht of een marktkraamgewicht met een handvat of een hengsel die vast zit en meegewogen is aan het gewicht.
De meeste Nederlandse krukgewichten zijn gewichten tussen de 5 kilo en 50 kilo.
Ze zijn meestal gemaakt van messing en gietijzer, maar soms zijn ze ook van brons of van lood.